# Sant Pere Màrtir de Monistrol de Calders

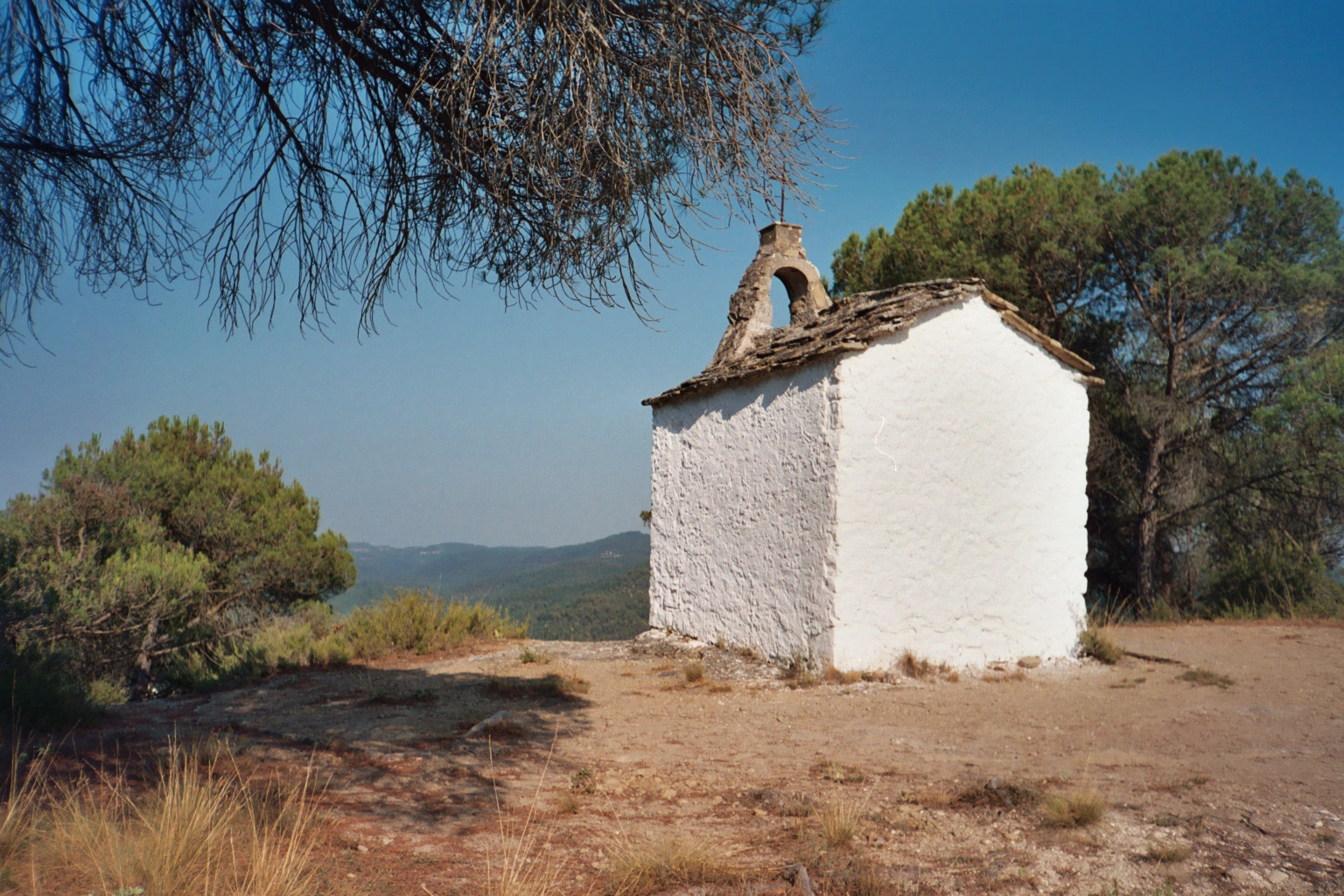
La capella de Sant Pere Màrtir, des de ponent

Sant Pere Màrtir és una petita ermita del segle xviii del terme municipal de Monistrol de Calders (Moianès), al Moianès. És una obra inclosa a l'Inventari del Patrimoni Arquitectònic de Catalunya.
És a la part central del terme municipal, a prop i a ponent de Monistrol de Calders, al caire de l'altiplà de Mussarra, damunt del Pla de la Llandriga i del poble de Monistrol de Calders. Queda al peu del camí de Bellveí i al començament de la Serra de les Abrines, a prop de la masia del Bosc, i molt a prop d'on hi hagué el mas Pujol. Passa per l'ermita el GR 177.
Antigament s'hi celebrava un aplec a començaments d'estiu; la capella és tan petita, que dintre seu no hi cap ni mitja dotzena de persones. La seva devoció al poble de Monistrol estava molt arrelada. S'hi feia el foc per Sant Pere, que guardava de les pedregades. S'hi feien també processons per beneir el terme, l'olivera.

## Descripció
Capella situada dalt d'un serrat, prop del mas del Bosc. De mides molt reduïdes, gairebé és un oratori (3m.x2m), de planta rectangular. Encarada vers l'est. El portal d'entrada és adovellat i rectangular. Té un petit campanar d'espadanya, d'un sol ull, de pedra d'una sola peça, i amb una petita creu de ferro al seu cim.
És coberta a dos aiguavessos, amb el carener perpendicular a la façana, amb lloses. Material constructiu: Pedra local, a la part exterior arrebossada; la part interior enguixada. A l'interior, petit altar amb la imatge de Sant Pere màrtir. Construcció sobre roca.